# Кузнецов, Александр Петрович (шахматный композитор)
Александр Петрович Кузнецов (23 июля 1913, Москва — 1 июля 1982, Москва) — советский шахматный композитор; международный мастер (1973) и международный арбитр (1966) по шахматной композиции. Консультант отдела этюдов журнал «Шахматы в СССР» (1963—1971). Товаровед.
С 1929 опубликовал около 300 этюдов и 130 задач различных жанров. Участник 10 личных чемпионатов СССР (1947—1971) и многих конкурсов, где удостоен 15 первых призов, в том числе золотых медали на Олимпийском конкурсе (1964, совместно с Ф. Бондаренко).
В этюдах стремился к максимальному
выражению замысла.

## Задачи
|   | a | b | c | d | e | f | g | h |   |
| - | --- | --- | --- | --- | --- | --- | --- | --- | - |
| 8 | h8 чёрная ладья · a7 чёрная пешка · f7 чёрная пешка · h7 белый конь · a6 чёрная пешка · f6 белый слон · h5 белый конь · b3 белая пешка · e3 чёрный король · a2 белая пешка · c2 белая пешка · e2 чёрная пешка · b1 белый король · d1 чёрный слон · g1 чёрный конь · h1 белый слон | h8 чёрная ладья · a7 чёрная пешка · f7 чёрная пешка · h7 белый конь · a6 чёрная пешка · f6 белый слон · h5 белый конь · b3 белая пешка · e3 чёрный король · a2 белая пешка · c2 белая пешка · e2 чёрная пешка · b1 белый король · d1 чёрный слон · g1 чёрный конь · h1 белый слон | h8 чёрная ладья · a7 чёрная пешка · f7 чёрная пешка · h7 белый конь · a6 чёрная пешка · f6 белый слон · h5 белый конь · b3 белая пешка · e3 чёрный король · a2 белая пешка · c2 белая пешка · e2 чёрная пешка · b1 белый король · d1 чёрный слон · g1 чёрный конь · h1 белый слон | h8 чёрная ладья · a7 чёрная пешка · f7 чёрная пешка · h7 белый конь · a6 чёрная пешка · f6 белый слон · h5 белый конь · b3 белая пешка · e3 чёрный король · a2 белая пешка · c2 белая пешка · e2 чёрная пешка · b1 белый король · d1 чёрный слон · g1 чёрный конь · h1 белый слон | h8 чёрная ладья · a7 чёрная пешка · f7 чёрная пешка · h7 белый конь · a6 чёрная пешка · f6 белый слон · h5 белый конь · b3 белая пешка · e3 чёрный король · a2 белая пешка · c2 белая пешка · e2 чёрная пешка · b1 белый король · d1 чёрный слон · g1 чёрный конь · h1 белый слон | h8 чёрная ладья · a7 чёрная пешка · f7 чёрная пешка · h7 белый конь · a6 чёрная пешка · f6 белый слон · h5 белый конь · b3 белая пешка · e3 чёрный король · a2 белая пешка · c2 белая пешка · e2 чёрная пешка · b1 белый король · d1 чёрный слон · g1 чёрный конь · h1 белый слон | h8 чёрная ладья · a7 чёрная пешка · f7 чёрная пешка · h7 белый конь · a6 чёрная пешка · f6 белый слон · h5 белый конь · b3 белая пешка · e3 чёрный король · a2 белая пешка · c2 белая пешка · e2 чёрная пешка · b1 белый король · d1 чёрный слон · g1 чёрный конь · h1 белый слон | h8 чёрная ладья · a7 чёрная пешка · f7 чёрная пешка · h7 белый конь · a6 чёрная пешка · f6 белый слон · h5 белый конь · b3 белая пешка · e3 чёрный король · a2 белая пешка · c2 белая пешка · e2 чёрная пешка · b1 белый король · d1 чёрный слон · g1 чёрный конь · h1 белый слон | 8 |
| 7 | h8 чёрная ладья · a7 чёрная пешка · f7 чёрная пешка · h7 белый конь · a6 чёрная пешка · f6 белый слон · h5 белый конь · b3 белая пешка · e3 чёрный король · a2 белая пешка · c2 белая пешка · e2 чёрная пешка · b1 белый король · d1 чёрный слон · g1 чёрный конь · h1 белый слон | h8 чёрная ладья · a7 чёрная пешка · f7 чёрная пешка · h7 белый конь · a6 чёрная пешка · f6 белый слон · h5 белый конь · b3 белая пешка · e3 чёрный король · a2 белая пешка · c2 белая пешка · e2 чёрная пешка · b1 белый король · d1 чёрный слон · g1 чёрный конь · h1 белый слон | h8 чёрная ладья · a7 чёрная пешка · f7 чёрная пешка · h7 белый конь · a6 чёрная пешка · f6 белый слон · h5 белый конь · b3 белая пешка · e3 чёрный король · a2 белая пешка · c2 белая пешка · e2 чёрная пешка · b1 белый король · d1 чёрный слон · g1 чёрный конь · h1 белый слон | h8 чёрная ладья · a7 чёрная пешка · f7 чёрная пешка · h7 белый конь · a6 чёрная пешка · f6 белый слон · h5 белый конь · b3 белая пешка · e3 чёрный король · a2 белая пешка · c2 белая пешка · e2 чёрная пешка · b1 белый король · d1 чёрный слон · g1 чёрный конь · h1 белый слон | h8 чёрная ладья · a7 чёрная пешка · f7 чёрная пешка · h7 белый конь · a6 чёрная пешка · f6 белый слон · h5 белый конь · b3 белая пешка · e3 чёрный король · a2 белая пешка · c2 белая пешка · e2 чёрная пешка · b1 белый король · d1 чёрный слон · g1 чёрный конь · h1 белый слон | h8 чёрная ладья · a7 чёрная пешка · f7 чёрная пешка · h7 белый конь · a6 чёрная пешка · f6 белый слон · h5 белый конь · b3 белая пешка · e3 чёрный король · a2 белая пешка · c2 белая пешка · e2 чёрная пешка · b1 белый король · d1 чёрный слон · g1 чёрный конь · h1 белый слон | h8 чёрная ладья · a7 чёрная пешка · f7 чёрная пешка · h7 белый конь · a6 чёрная пешка · f6 белый слон · h5 белый конь · b3 белая пешка · e3 чёрный король · a2 белая пешка · c2 белая пешка · e2 чёрная пешка · b1 белый король · d1 чёрный слон · g1 чёрный конь · h1 белый слон | h8 чёрная ладья · a7 чёрная пешка · f7 чёрная пешка · h7 белый конь · a6 чёрная пешка · f6 белый слон · h5 белый конь · b3 белая пешка · e3 чёрный король · a2 белая пешка · c2 белая пешка · e2 чёрная пешка · b1 белый король · d1 чёрный слон · g1 чёрный конь · h1 белый слон | 7 |
| 6 | h8 чёрная ладья · a7 чёрная пешка · f7 чёрная пешка · h7 белый конь · a6 чёрная пешка · f6 белый слон · h5 белый конь · b3 белая пешка · e3 чёрный король · a2 белая пешка · c2 белая пешка · e2 чёрная пешка · b1 белый король · d1 чёрный слон · g1 чёрный конь · h1 белый слон | h8 чёрная ладья · a7 чёрная пешка · f7 чёрная пешка · h7 белый конь · a6 чёрная пешка · f6 белый слон · h5 белый конь · b3 белая пешка · e3 чёрный король · a2 белая пешка · c2 белая пешка · e2 чёрная пешка · b1 белый король · d1 чёрный слон · g1 чёрный конь · h1 белый слон | h8 чёрная ладья · a7 чёрная пешка · f7 чёрная пешка · h7 белый конь · a6 чёрная пешка · f6 белый слон · h5 белый конь · b3 белая пешка · e3 чёрный король · a2 белая пешка · c2 белая пешка · e2 чёрная пешка · b1 белый король · d1 чёрный слон · g1 чёрный конь · h1 белый слон | h8 чёрная ладья · a7 чёрная пешка · f7 чёрная пешка · h7 белый конь · a6 чёрная пешка · f6 белый слон · h5 белый конь · b3 белая пешка · e3 чёрный король · a2 белая пешка · c2 белая пешка · e2 чёрная пешка · b1 белый король · d1 чёрный слон · g1 чёрный конь · h1 белый слон | h8 чёрная ладья · a7 чёрная пешка · f7 чёрная пешка · h7 белый конь · a6 чёрная пешка · f6 белый слон · h5 белый конь · b3 белая пешка · e3 чёрный король · a2 белая пешка · c2 белая пешка · e2 чёрная пешка · b1 белый король · d1 чёрный слон · g1 чёрный конь · h1 белый слон | h8 чёрная ладья · a7 чёрная пешка · f7 чёрная пешка · h7 белый конь · a6 чёрная пешка · f6 белый слон · h5 белый конь · b3 белая пешка · e3 чёрный король · a2 белая пешка · c2 белая пешка · e2 чёрная пешка · b1 белый король · d1 чёрный слон · g1 чёрный конь · h1 белый слон | h8 чёрная ладья · a7 чёрная пешка · f7 чёрная пешка · h7 белый конь · a6 чёрная пешка · f6 белый слон · h5 белый конь · b3 белая пешка · e3 чёрный король · a2 белая пешка · c2 белая пешка · e2 чёрная пешка · b1 белый король · d1 чёрный слон · g1 чёрный конь · h1 белый слон | h8 чёрная ладья · a7 чёрная пешка · f7 чёрная пешка · h7 белый конь · a6 чёрная пешка · f6 белый слон · h5 белый конь · b3 белая пешка · e3 чёрный король · a2 белая пешка · c2 белая пешка · e2 чёрная пешка · b1 белый король · d1 чёрный слон · g1 чёрный конь · h1 белый слон | 6 |
| 5 | h8 чёрная ладья · a7 чёрная пешка · f7 чёрная пешка · h7 белый конь · a6 чёрная пешка · f6 белый слон · h5 белый конь · b3 белая пешка · e3 чёрный король · a2 белая пешка · c2 белая пешка · e2 чёрная пешка · b1 белый король · d1 чёрный слон · g1 чёрный конь · h1 белый слон | h8 чёрная ладья · a7 чёрная пешка · f7 чёрная пешка · h7 белый конь · a6 чёрная пешка · f6 белый слон · h5 белый конь · b3 белая пешка · e3 чёрный король · a2 белая пешка · c2 белая пешка · e2 чёрная пешка · b1 белый король · d1 чёрный слон · g1 чёрный конь · h1 белый слон | h8 чёрная ладья · a7 чёрная пешка · f7 чёрная пешка · h7 белый конь · a6 чёрная пешка · f6 белый слон · h5 белый конь · b3 белая пешка · e3 чёрный король · a2 белая пешка · c2 белая пешка · e2 чёрная пешка · b1 белый король · d1 чёрный слон · g1 чёрный конь · h1 белый слон | h8 чёрная ладья · a7 чёрная пешка · f7 чёрная пешка · h7 белый конь · a6 чёрная пешка · f6 белый слон · h5 белый конь · b3 белая пешка · e3 чёрный король · a2 белая пешка · c2 белая пешка · e2 чёрная пешка · b1 белый король · d1 чёрный слон · g1 чёрный конь · h1 белый слон | h8 чёрная ладья · a7 чёрная пешка · f7 чёрная пешка · h7 белый конь · a6 чёрная пешка · f6 белый слон · h5 белый конь · b3 белая пешка · e3 чёрный король · a2 белая пешка · c2 белая пешка · e2 чёрная пешка · b1 белый король · d1 чёрный слон · g1 чёрный конь · h1 белый слон | h8 чёрная ладья · a7 чёрная пешка · f7 чёрная пешка · h7 белый конь · a6 чёрная пешка · f6 белый слон · h5 белый конь · b3 белая пешка · e3 чёрный король · a2 белая пешка · c2 белая пешка · e2 чёрная пешка · b1 белый король · d1 чёрный слон · g1 чёрный конь · h1 белый слон | h8 чёрная ладья · a7 чёрная пешка · f7 чёрная пешка · h7 белый конь · a6 чёрная пешка · f6 белый слон · h5 белый конь · b3 белая пешка · e3 чёрный король · a2 белая пешка · c2 белая пешка · e2 чёрная пешка · b1 белый король · d1 чёрный слон · g1 чёрный конь · h1 белый слон | h8 чёрная ладья · a7 чёрная пешка · f7 чёрная пешка · h7 белый конь · a6 чёрная пешка · f6 белый слон · h5 белый конь · b3 белая пешка · e3 чёрный король · a2 белая пешка · c2 белая пешка · e2 чёрная пешка · b1 белый король · d1 чёрный слон · g1 чёрный конь · h1 белый слон | 5 |
| 4 | h8 чёрная ладья · a7 чёрная пешка · f7 чёрная пешка · h7 белый конь · a6 чёрная пешка · f6 белый слон · h5 белый конь · b3 белая пешка · e3 чёрный король · a2 белая пешка · c2 белая пешка · e2 чёрная пешка · b1 белый король · d1 чёрный слон · g1 чёрный конь · h1 белый слон | h8 чёрная ладья · a7 чёрная пешка · f7 чёрная пешка · h7 белый конь · a6 чёрная пешка · f6 белый слон · h5 белый конь · b3 белая пешка · e3 чёрный король · a2 белая пешка · c2 белая пешка · e2 чёрная пешка · b1 белый король · d1 чёрный слон · g1 чёрный конь · h1 белый слон | h8 чёрная ладья · a7 чёрная пешка · f7 чёрная пешка · h7 белый конь · a6 чёрная пешка · f6 белый слон · h5 белый конь · b3 белая пешка · e3 чёрный король · a2 белая пешка · c2 белая пешка · e2 чёрная пешка · b1 белый король · d1 чёрный слон · g1 чёрный конь · h1 белый слон | h8 чёрная ладья · a7 чёрная пешка · f7 чёрная пешка · h7 белый конь · a6 чёрная пешка · f6 белый слон · h5 белый конь · b3 белая пешка · e3 чёрный король · a2 белая пешка · c2 белая пешка · e2 чёрная пешка · b1 белый король · d1 чёрный слон · g1 чёрный конь · h1 белый слон | h8 чёрная ладья · a7 чёрная пешка · f7 чёрная пешка · h7 белый конь · a6 чёрная пешка · f6 белый слон · h5 белый конь · b3 белая пешка · e3 чёрный король · a2 белая пешка · c2 белая пешка · e2 чёрная пешка · b1 белый король · d1 чёрный слон · g1 чёрный конь · h1 белый слон | h8 чёрная ладья · a7 чёрная пешка · f7 чёрная пешка · h7 белый конь · a6 чёрная пешка · f6 белый слон · h5 белый конь · b3 белая пешка · e3 чёрный король · a2 белая пешка · c2 белая пешка · e2 чёрная пешка · b1 белый король · d1 чёрный слон · g1 чёрный конь · h1 белый слон | h8 чёрная ладья · a7 чёрная пешка · f7 чёрная пешка · h7 белый конь · a6 чёрная пешка · f6 белый слон · h5 белый конь · b3 белая пешка · e3 чёрный король · a2 белая пешка · c2 белая пешка · e2 чёрная пешка · b1 белый король · d1 чёрный слон · g1 чёрный конь · h1 белый слон | h8 чёрная ладья · a7 чёрная пешка · f7 чёрная пешка · h7 белый конь · a6 чёрная пешка · f6 белый слон · h5 белый конь · b3 белая пешка · e3 чёрный король · a2 белая пешка · c2 белая пешка · e2 чёрная пешка · b1 белый король · d1 чёрный слон · g1 чёрный конь · h1 белый слон | 4 |
| 3 | h8 чёрная ладья · a7 чёрная пешка · f7 чёрная пешка · h7 белый конь · a6 чёрная пешка · f6 белый слон · h5 белый конь · b3 белая пешка · e3 чёрный король · a2 белая пешка · c2 белая пешка · e2 чёрная пешка · b1 белый король · d1 чёрный слон · g1 чёрный конь · h1 белый слон | h8 чёрная ладья · a7 чёрная пешка · f7 чёрная пешка · h7 белый конь · a6 чёрная пешка · f6 белый слон · h5 белый конь · b3 белая пешка · e3 чёрный король · a2 белая пешка · c2 белая пешка · e2 чёрная пешка · b1 белый король · d1 чёрный слон · g1 чёрный конь · h1 белый слон | h8 чёрная ладья · a7 чёрная пешка · f7 чёрная пешка · h7 белый конь · a6 чёрная пешка · f6 белый слон · h5 белый конь · b3 белая пешка · e3 чёрный король · a2 белая пешка · c2 белая пешка · e2 чёрная пешка · b1 белый король · d1 чёрный слон · g1 чёрный конь · h1 белый слон | h8 чёрная ладья · a7 чёрная пешка · f7 чёрная пешка · h7 белый конь · a6 чёрная пешка · f6 белый слон · h5 белый конь · b3 белая пешка · e3 чёрный король · a2 белая пешка · c2 белая пешка · e2 чёрная пешка · b1 белый король · d1 чёрный слон · g1 чёрный конь · h1 белый слон | h8 чёрная ладья · a7 чёрная пешка · f7 чёрная пешка · h7 белый конь · a6 чёрная пешка · f6 белый слон · h5 белый конь · b3 белая пешка · e3 чёрный король · a2 белая пешка · c2 белая пешка · e2 чёрная пешка · b1 белый король · d1 чёрный слон · g1 чёрный конь · h1 белый слон | h8 чёрная ладья · a7 чёрная пешка · f7 чёрная пешка · h7 белый конь · a6 чёрная пешка · f6 белый слон · h5 белый конь · b3 белая пешка · e3 чёрный король · a2 белая пешка · c2 белая пешка · e2 чёрная пешка · b1 белый король · d1 чёрный слон · g1 чёрный конь · h1 белый слон | h8 чёрная ладья · a7 чёрная пешка · f7 чёрная пешка · h7 белый конь · a6 чёрная пешка · f6 белый слон · h5 белый конь · b3 белая пешка · e3 чёрный король · a2 белая пешка · c2 белая пешка · e2 чёрная пешка · b1 белый король · d1 чёрный слон · g1 чёрный конь · h1 белый слон | h8 чёрная ладья · a7 чёрная пешка · f7 чёрная пешка · h7 белый конь · a6 чёрная пешка · f6 белый слон · h5 белый конь · b3 белая пешка · e3 чёрный король · a2 белая пешка · c2 белая пешка · e2 чёрная пешка · b1 белый король · d1 чёрный слон · g1 чёрный конь · h1 белый слон | 3 |
| 2 | h8 чёрная ладья · a7 чёрная пешка · f7 чёрная пешка · h7 белый конь · a6 чёрная пешка · f6 белый слон · h5 белый конь · b3 белая пешка · e3 чёрный король · a2 белая пешка · c2 белая пешка · e2 чёрная пешка · b1 белый король · d1 чёрный слон · g1 чёрный конь · h1 белый слон | h8 чёрная ладья · a7 чёрная пешка · f7 чёрная пешка · h7 белый конь · a6 чёрная пешка · f6 белый слон · h5 белый конь · b3 белая пешка · e3 чёрный король · a2 белая пешка · c2 белая пешка · e2 чёрная пешка · b1 белый король · d1 чёрный слон · g1 чёрный конь · h1 белый слон | h8 чёрная ладья · a7 чёрная пешка · f7 чёрная пешка · h7 белый конь · a6 чёрная пешка · f6 белый слон · h5 белый конь · b3 белая пешка · e3 чёрный король · a2 белая пешка · c2 белая пешка · e2 чёрная пешка · b1 белый король · d1 чёрный слон · g1 чёрный конь · h1 белый слон | h8 чёрная ладья · a7 чёрная пешка · f7 чёрная пешка · h7 белый конь · a6 чёрная пешка · f6 белый слон · h5 белый конь · b3 белая пешка · e3 чёрный король · a2 белая пешка · c2 белая пешка · e2 чёрная пешка · b1 белый король · d1 чёрный слон · g1 чёрный конь · h1 белый слон | h8 чёрная ладья · a7 чёрная пешка · f7 чёрная пешка · h7 белый конь · a6 чёрная пешка · f6 белый слон · h5 белый конь · b3 белая пешка · e3 чёрный король · a2 белая пешка · c2 белая пешка · e2 чёрная пешка · b1 белый король · d1 чёрный слон · g1 чёрный конь · h1 белый слон | h8 чёрная ладья · a7 чёрная пешка · f7 чёрная пешка · h7 белый конь · a6 чёрная пешка · f6 белый слон · h5 белый конь · b3 белая пешка · e3 чёрный король · a2 белая пешка · c2 белая пешка · e2 чёрная пешка · b1 белый король · d1 чёрный слон · g1 чёрный конь · h1 белый слон | h8 чёрная ладья · a7 чёрная пешка · f7 чёрная пешка · h7 белый конь · a6 чёрная пешка · f6 белый слон · h5 белый конь · b3 белая пешка · e3 чёрный король · a2 белая пешка · c2 белая пешка · e2 чёрная пешка · b1 белый король · d1 чёрный слон · g1 чёрный конь · h1 белый слон | h8 чёрная ладья · a7 чёрная пешка · f7 чёрная пешка · h7 белый конь · a6 чёрная пешка · f6 белый слон · h5 белый конь · b3 белая пешка · e3 чёрный король · a2 белая пешка · c2 белая пешка · e2 чёрная пешка · b1 белый король · d1 чёрный слон · g1 чёрный конь · h1 белый слон | 2 |
| 1 | h8 чёрная ладья · a7 чёрная пешка · f7 чёрная пешка · h7 белый конь · a6 чёрная пешка · f6 белый слон · h5 белый конь · b3 белая пешка · e3 чёрный король · a2 белая пешка · c2 белая пешка · e2 чёрная пешка · b1 белый король · d1 чёрный слон · g1 чёрный конь · h1 белый слон | h8 чёрная ладья · a7 чёрная пешка · f7 чёрная пешка · h7 белый конь · a6 чёрная пешка · f6 белый слон · h5 белый конь · b3 белая пешка · e3 чёрный король · a2 белая пешка · c2 белая пешка · e2 чёрная пешка · b1 белый король · d1 чёрный слон · g1 чёрный конь · h1 белый слон | h8 чёрная ладья · a7 чёрная пешка · f7 чёрная пешка · h7 белый конь · a6 чёрная пешка · f6 белый слон · h5 белый конь · b3 белая пешка · e3 чёрный король · a2 белая пешка · c2 белая пешка · e2 чёрная пешка · b1 белый король · d1 чёрный слон · g1 чёрный конь · h1 белый слон | h8 чёрная ладья · a7 чёрная пешка · f7 чёрная пешка · h7 белый конь · a6 чёрная пешка · f6 белый слон · h5 белый конь · b3 белая пешка · e3 чёрный король · a2 белая пешка · c2 белая пешка · e2 чёрная пешка · b1 белый король · d1 чёрный слон · g1 чёрный конь · h1 белый слон | h8 чёрная ладья · a7 чёрная пешка · f7 чёрная пешка · h7 белый конь · a6 чёрная пешка · f6 белый слон · h5 белый конь · b3 белая пешка · e3 чёрный король · a2 белая пешка · c2 белая пешка · e2 чёрная пешка · b1 белый король · d1 чёрный слон · g1 чёрный конь · h1 белый слон | h8 чёрная ладья · a7 чёрная пешка · f7 чёрная пешка · h7 белый конь · a6 чёрная пешка · f6 белый слон · h5 белый конь · b3 белая пешка · e3 чёрный король · a2 белая пешка · c2 белая пешка · e2 чёрная пешка · b1 белый король · d1 чёрный слон · g1 чёрный конь · h1 белый слон | h8 чёрная ладья · a7 чёрная пешка · f7 чёрная пешка · h7 белый конь · a6 чёрная пешка · f6 белый слон · h5 белый конь · b3 белая пешка · e3 чёрный король · a2 белая пешка · c2 белая пешка · e2 чёрная пешка · b1 белый король · d1 чёрный слон · g1 чёрный конь · h1 белый слон | h8 чёрная ладья · a7 чёрная пешка · f7 чёрная пешка · h7 белый конь · a6 чёрная пешка · f6 белый слон · h5 белый конь · b3 белая пешка · e3 чёрный король · a2 белая пешка · c2 белая пешка · e2 чёрная пешка · b1 белый король · d1 чёрный слон · g1 чёрный конь · h1 белый слон | 1 |
|   | a | b | c | d | e | f | g | h |   |

1.Cg5+! Kpd4 2.Cf6+ Kpc5 3.Се7+ Kpb5 4.а4+ Кр: а5

5.Ch4 Л:h7 6.Cd8+ Kpb4 7.Се7+ Крс3 8.Cf6+ Kpd2

9.Cg5+ Kpe1 10.Ch4+ Kpf1 11.Kg3+ Kpf2 12.Kh5+ Кре3

13.Cg5+ Kpd4 14.Cf6+ Kpc5 15.Ce7 Kpb6 16.Cd8+ Kpc5

17.Ce7+ Kpd4 18.Cf6+ Кре3 19.Cg5+ Kpf2 20.Ch4+ Kpf1

21.Kg3+ Kpe1 22.Kh5+ Kpd2 23.Cg5+ — ничья вечным шахом на 2 параллельных диагоналях.

## Книги
- Избранные композиции, М., 1985 (соавтор).